# Smoleń (województwo warmińsko-mazurskie)
Smoleń – osada w Polsce położona w województwie warmińsko-mazurskim, w powiecie olsztyńskim, w gminie Gietrzwałd.
W latach 1975–1998 miejscowość administracyjnie należała do województwa olsztyńskiego.